# Canon de 20 mm modèle F2
 (mars 2019).
Si vous disposez d'ouvrages ou d'articles de référence ou si vous connaissez des sites web de qualité traitant du thème abordé ici, merci de compléter l'article en donnant les références utiles à sa vérifiabilité et en les liant à la section « Notes et références ».
Le canon de 20 mm modèle F2 est une arme d’autodéfense navale utilisée par la Marine française. Il a été développé à partir du GIAT M693. Il tire des obus de 20 × 139 mm développés à l'origine pour la série de canons Hispano-Suiza HS.820 (en). Il équipe également des véhicules terrestres et aériens de l'armée de terre française.

## Histoire
Dans la marine française, la nécessité d'un canon de 20 mm plus récent que l'Oerlikon de 20 mm a commencé à croître sensiblement au cours des années 1980. Les entreprises de la DCN et le GIAT ont été retenues pour concevoir le canon F2 de 20 mm, qui est essentiellement une version marine du canon M693 utilisé par l'Armée française et exporté.

## Description
Le canon F2 de 20 mm est un canon à affût de tube unique disposant de deux boîtes de 160 obus de chaque côté de la pièce. Un système de commande électrique permet un choix de trois modes de tir : coup unique, rafale de huit coups, ou de tir libre. Il fonctionne par emprunt des gaz. Le système d'alimentation par double couloir d'amenée de bande permet le choix quasi-instantané par le tireur de la munition adaptée à l'objectif. Le déclencheur électrique est positionné dans la main droite de l'artilleur. Après chaque tir, la douille vide est éjectée par le dessous de l'arme.
Le canon est manœuvré par le corps de l'artilleur, qui est sanglé à l'arme. Le tir est guidé par la même optique de visée que celle du Bofors de 40 mm et de l'Oerlikon de 20 mm.
Caractéristiques
- Longueur de l'arme : 2,60 m
- Masse de l'arme : 70 kg
- Cadence de tir (max) : 700 c/mn
- Vitesse initiale de l'obus explosif : 1 050 m/s
- Vitesse initiale de l'obus perforant sous-calibré : 1 300 m/s
- Vitesse initiale de l'obus perforant au calibre : 1 070 m/s
- Munition explosive de 20 mm
- Munition à obus perforant sous-calibré ou au calibre

Performances
- Contre blindés légers : jusqu'à 700 m (perforant au calibre).
- Contre blindés légers : jusqu'à 1 000 m (perforant sous-calibré).
- Contre le personnel : jusqu'à 2 000 m (neutralisation).
- Contre le personnel : jusqu'à 1 200 m (destruction).
- Contre les aéronefs : jusqu'à 1 500 m[3].

Il est fabriqué sous licence en Afrique du Sud par Denel Land Systems sous le nom de GI-2 (en).

## Utilisations

### Navale

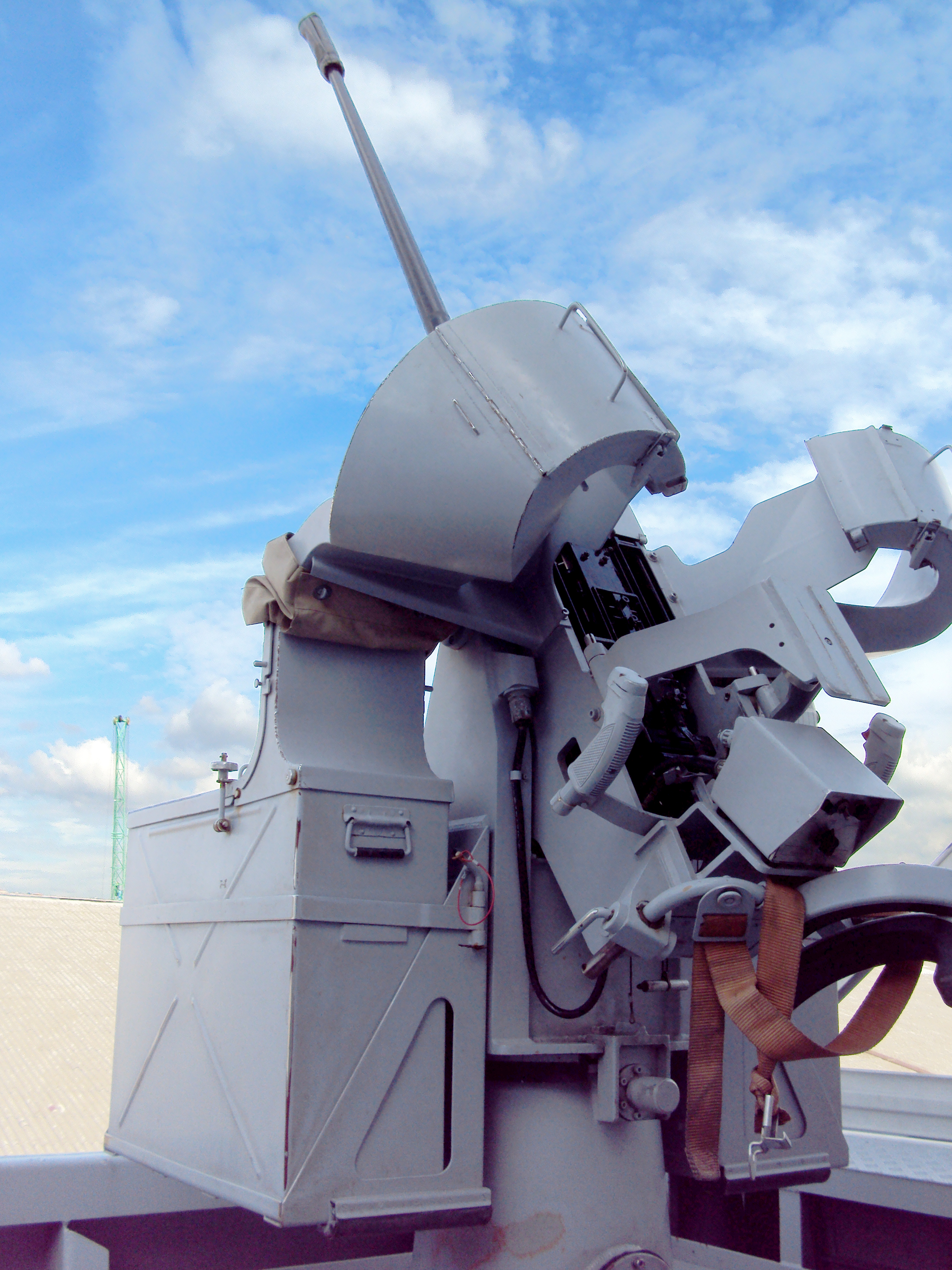
Canon F2 à bord du Forbin.

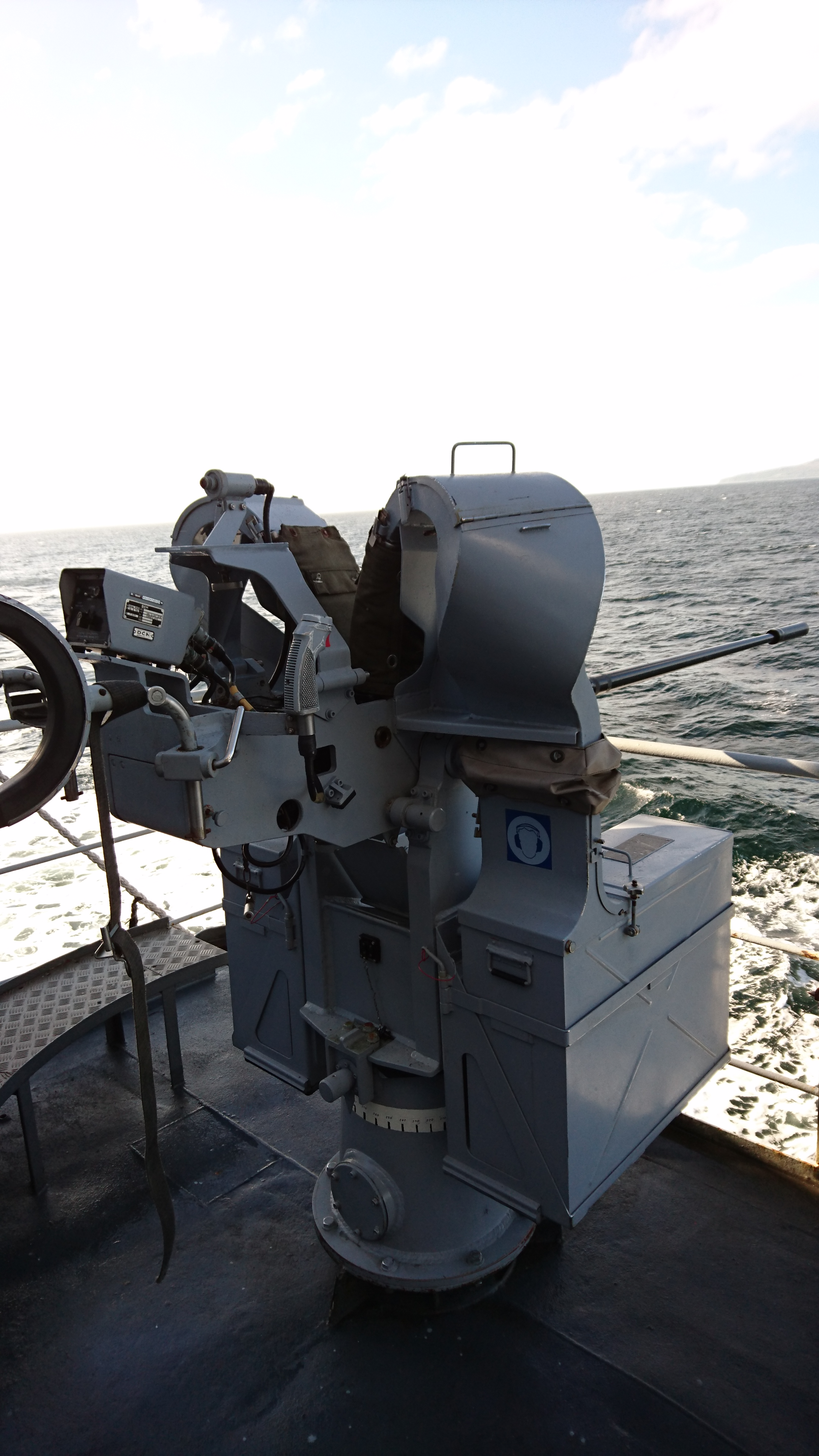
Canon de 20 mm a bord de la Frégate Primauguet.

Le canon F2 a été exporté vers la Belgique (dragueurs de mines Tripartite), l'Indonésie (dragueurs de mines Tripartite), le Malawi (Kasunga), les Pays-Bas (dragueurs de mines Tripartite), le Pakistan (dragueurs de mines Tripartite), et l'Arabie Saoudite (classe NAJA 12).
Dans la Marine française, ils sont utilisés sur les navires suivants :
- Le porte-avions nucléaire Charles de Gaulle
- Portes-hélicoptères amphibies de classe Mistral
- Frégates de classe Horizon
- Frégates de classe La Fayette
- Frégates de classe Floréal
- Frégates de classe Georges Leygues
- Avisos de classe d'Estienne d'Orves
- Chasseurs de mines de classe Eridan
- Patrouilleur classe l'Audacieuse (P400)
- Dumont D'Urville
- Jacques Cartier
- La Grandière
- Rapière
- Hallebarde
- Monge

### Aérienne
Il équipe certains hélicoptères Puma et Gazelle de l'Aviation légère de l'Armée de terre française.
Il est l'arme principale de l'hélicoptère d'attaque Denel AH-2 Rooivalk de la force aérienne sud-africaine.

### Terrestre

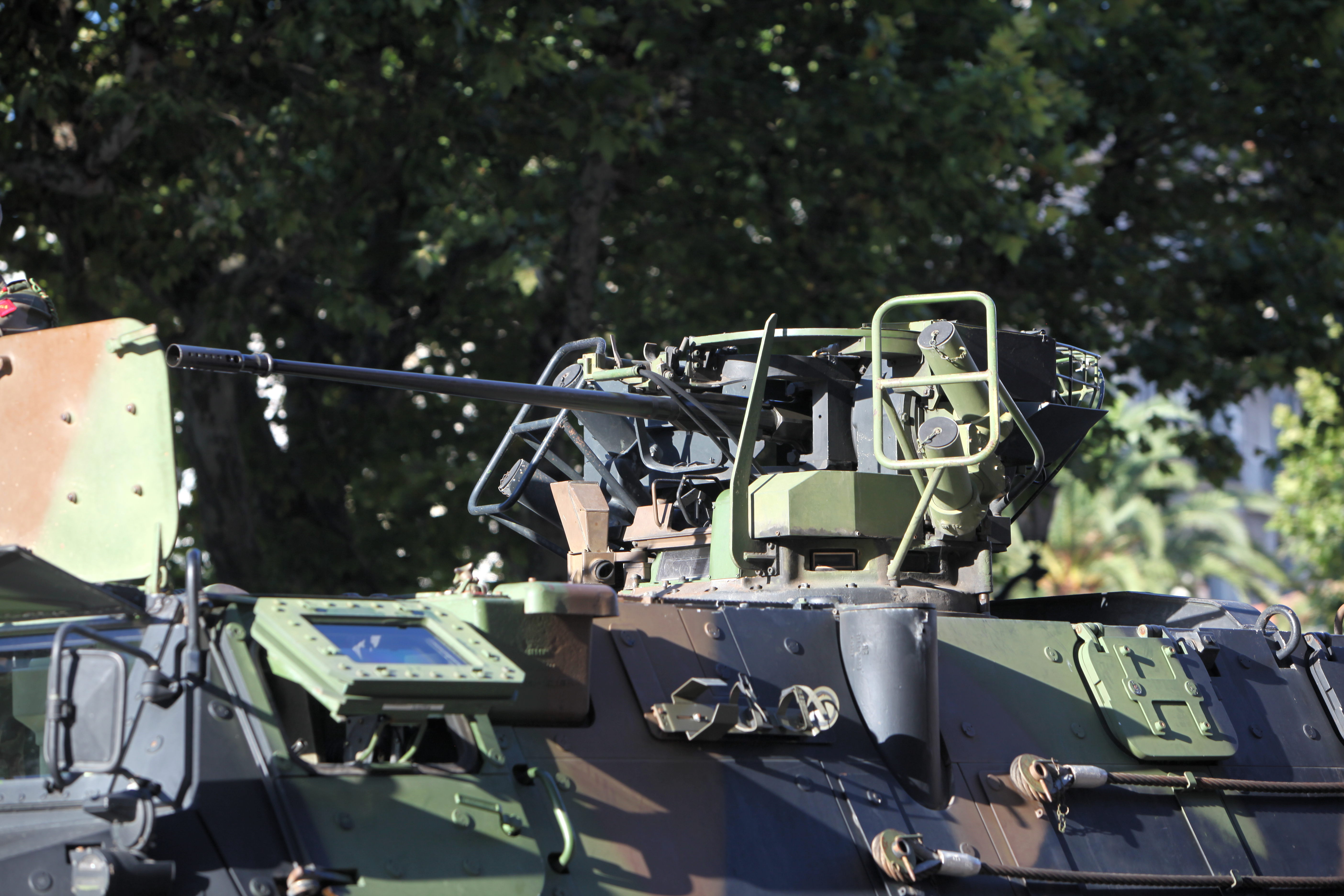
Canon F2 sur un VAB T20-13 français.

Il est l'arme secondaire depuis les années 1970 des chars AMX-30 et principale de plusieurs blindés légers conçue durant cette décennie.
Il équipe l'affût antiaérien 53t2 des blindés AMX-10P, des chars AMX-30B et des VAB T20-13.
Début 2025, les canons des 53t2 sont récupérés pour constituer le système Proteus, monté sur véhicule TRM 2000, développé par les ateliers de l’armée de Terre et l’AMIAD (Agence ministérielle de l’intelligence artificielle de défense) pour la lutte anti-drones. Il est développé en seulement quatre mois, de la conception à la démonstration puis au déploiement avec une première livraison. Le tube est associé à une station météo, et un calculateur avec une couche d’intelligence artificielle (Standard 2 en cours de développement) qui doit permettre d’améliorer la capacité de détection et prédire la trajectoire d’un drone ; ceci afin de déterminer le moment le plus opportun pour le détruire. Il dispose aussi d'un viseur optronique, la caméra thermique SANDRA [Système d’arme Alternant les visions Nocturne et Diurne pour la Recherche d’Aéronefs]. La Section technique de l'Armée de terre annonce un gain de performance d’au moins 30 % par rapport à l'équipement standard.